# Gran Premio de Yugoslavia de Motociclismo de 1980
El Gran Premio de Yugoslavia de Motociclismo de 1980 fue la cuarta prueba de la temporada 1980 del Campeonato Mundial de Motociclismo. El Gran Premio se disputó el 15 de junio de 1980 en el Automotodrom Grobnik.

## Resultados 250cc
En el cuarto de litro, el mayor rival de Anton Mang para el título, el sudafricano Kork Ballington, no tomó la salida por problemas de salud que lo obligaron a una intervención quirúrgica en el estómago. Con la segunda victoria, el piloto alemán de Kawasaki acumula una buena ventaja de 24 puntos al frente de la general.
| Pos. | Piloto                 | Equipo           | Tiempo     | Pts. |
| ---- | ---------------------- | ---------------- | ---------- | ---- |
| 1    | Anton Mang             | Krauser-Kawasaki | 46'54"7    | 15   |
| 2    | Gianpaolo Marchetti    | MBA              | 47'33"1    | 12   |
| 3    | Sauro Pazzaglia        | Ad Maiora        | 47'48"7    | 10   |
| 4    | Carlos Lavado          | Yamaha           | 47'59"0    | 8    |
| 5    | Jacques Cornu          | Yamaha           | 48'10"6    | 6    |
| 6    | Jean-François Baldé    | Kawasaki         | 48'11"1    | 5    |
| 7    | Jean-Marc Toffolo      | Yamaha           | 48'11"4    | 4    |
| 8    | Roger Sibille          | Yamaha           | +1 Vuelta  | 3    |
| 9    | Walter Villa           | Yamaha           | +1 Vuelta  | 2    |
| 10   | Franco Marcheggiani    | Yamaha           | +1 Vuelta  | 1    |
| 11   | Jean Lafond            | Yamaha           | +1 Vuelta  |      |
| 12   | Didier de Radiguès     | Yamaha           | +1 Vuelta  |      |
| 13   | Hans Müller            | Yamaha           | +1 Vuelta  |      |
| 14   | Jean-Louis Guignabodet | Kawasaki         | +1 Vuelta  |      |
| 15   | René Delaby            | Yamaha           | +1 Vuelta  |      |
| 16   | Eero Hyvärinen         | Yamaha           | +1 Vuelta  |      |
| 17   | Klaas Hernamdt         | Yamaha           | +1 Vuelta  |      |
| 18   | André Gouin            | Yamaha           | +1 Vuelta  |      |
| 19   | Bruno Lüscher          | Yamaha           | +1 Vuelta  |      |
| 20   | Bengt Elgh             | Yamaha           | +2 Vueltas |      |
| Ret  | Paolo Ferretti         | Yamaha           | Ret        |      |
| Ret  | Massimo Matteoni       | Yamaha           | Ret        |      |
| Ret  | Roland Freymond        | Ad Maiora        | Ret        |      |
| Ret  | Roland Kopf            | Yamaha           | Ret        |      |
| Ret  | Éric Saul              | Yamaha           | Ret        |      |
| Ret  | Edi Stöllinger         | Kawasaki         | Ret        |      |
| Ret  | Peter Looijesteijn     | Yamaha           | Ret        |      |
| Ret  | Harald Bartol          | MBA              | Ret        |      |
| Ret  | Chas Mortimer          | Yamaha           | Ret        |      |
| Ret  | Thierry Espié          | Yamaha           | Ret        |      |
| Ret  | Arturo Venanzi         | Yamaha           | Ret        |      |
| Ret  | Thierry Laurens        | Yamaha           | Ret        |      |
| Ret  | Paul Kierstein         | Yamaha           | Ret        |      |
| DNS  | Kork Ballington        | Kawasaki         | DNS        |      |
| DNQ  | Siegfried Minich       | Yamaha           | DNQ        |      |
| DNQ  | Franco Solaroli        | Yamaha           | DNQ        |      |
| DNQ  | Vladimir Hegel         | Yamaha           | DNQ        |      |
| DNQ  | Vuk Tomanovic          | Yamaha           | DNQ        |      |
| DNQ  | Paul Kiersten          | Yamaha           | DNQ        |      |
| DNQ  | Janos Drápál           | Yamaha           | DNQ        |      |
| DNQ  | Raffaele Pasqual       | Yamaha           | DNQ        |      |
| DNQ  | Darko Rogulic          | Yamaha           | DNQ        |      |
| DNQ  | Bruno Kneubühler       | Yamaha           | DNQ        |      |

## Resultados 125cc
En 125 cc., los pilotos vencedores de los Grandes Premios anteriores, el español Ángel Nieto y el italiano Pier Paolo Bianchi, no acabaron la prueba. De ello, se aprovechó el piloto francés Guy Bertin. El resto del podio fue completado con el suizo Hans Müller y el también italiano Loris Reggiani.
| Pos. | Piloto              | Moto               | Tiempo    | Pts. |
| ---- | ------------------- | ------------------ | --------- | ---- |
| 1    | Guy Bertin          | Motobécane         | 43'45"9   | 15   |
| 2    | Hans Müller         | MBA                | 43'49"1   | 12   |
| 3    | Loris Reggiani      | Minarelli          | 43'59"4   | 10   |
| 4    | Bruno Kneubühler    | MBA                | 44'17"1   | 8    |
| 5    | Stefan Dörflinger   | MBA (motocicletas) | 44'21"4   | 6    |
| 6    | August Auinger      | MBA                | 44'23"4   | 5    |
| 7    | Barry Smith         | MBA                | 45'04"2   | 4    |
| 8    | Peter Looijesteijn  | MBA                | 45'10"0   | 3    |
| 9    | Matti Kinnunen      | MBA                | 45'16"2   | 2    |
| 10   | Zdravko Ljeljak     | MBA                | 45'23"3   | 1    |
| 11   | Gerhard Waibel      | MBA                | 43'58"1   |      |
| 12   | Ernst Fagerer       | MBA                | 43'58"5   |      |
| 13   | Peter Baláž         | MBA                | 44'04"4   |      |
| 14   | Alojz Pavlič        | MBA                | 44'46"9   |      |
| 15   | Hagen Klein         |                    | +1 Vuelta |      |
| Ret  | Pier Paolo Bianchi  | MBA                | Ret       |      |
| Ret  | Ángel Nieto         | Minarelli          | Ret       |      |
| Ret  | Hugo Vignetti       | MBA                | Ret       |      |
| Ret  | Maurizio Vitali     | MBA                | Ret       |      |
| Ret  | Harald Bartol       | MBA                | Ret       |      |
| Ret  | Iván Palazzese      | MBA                | Ret       |      |
| Ret  | Willy Pérez         | MBA                | Ret       |      |
| Ret  | Janez Pintar        | MBA                | Ret       |      |
| Ret  | Jean-Claude Selini  | MBA                | Ret       |      |
| Ret  | Edi Stöllinger      | MBA                | Ret       |      |
| Ret  | Eugenio Lazzarini   | Iprem              | Ret       |      |
| Ret  | Per-Edvard Carlsson | MBA                | Ret       |      |
| Ret  | Thierry Noblesse    | MBA                | Ret       |      |
| Ret  | Alfred Waibel       | MBA                | Ret       |      |
| Ret  | Ricardo Tormo       | MBA                | Ret       |      |
| DNQ  | Cees van Dongen     | MBA                | DNQ       |      |
| DNQ  | Wolfgang Glavatti   | MBA                | DNQ       |      |
| DNQ  | Fabrizio Santarini  | MBA                | DNQ       |      |
| DNQ  | Yves Dupont         | MBA                | DNQ       |      |

## Resultados 50cc
En 50 cc, se impuso el español Ricardo Tormo ante el suizo Stefan Dörflinger y el italiano Eugenio Lazzarini. Este último sigue en cabeza de la clasificación general gracvias al triunfo de los dos primeros Grandes Premios.
| Pos. | Piloto             | Moto        | Tiempo    | Pts. |
| ---- | ------------------ | ----------- | --------- | ---- |
| 1    | Ricardo Tormo      | Kreidler    | 38'12"2   | 15   |
| 2    | Stefan Dörflinger  | Kreidler    | 38'40"8   | 12   |
| 3    | Eugenio Lazzarini  | Iprem       | 38'43"1   | 10   |
| 4    | Jacky Hutteau      | ABF         | 39'27"0   | 8    |
| 5    | Henk van Kessel    | Pentax-X-16 | 39'32"8   | 6    |
| 6    | Hans-Jürgen Hummel | Kreidler    | 39'34"1   | 5    |
| 7    | Otto Machinek      | Kreidler    | 39'46"3   | 4    |
| 8    | Gerhard Waibel     | Kreidler    | 39'46"7   | 3    |
| 9    | Wolfgang Müller    | Kreidler    | 39'47"2   | 2    |
| 10   | Claudio Lusuardi   | Bultaco     | 39'48"0   | 1    |
| 11   | Hagen Klein        | Horex       | +1 Vuelta |      |
| 12   | Joaquin Gali       | Bultaco     | +1 Vuelta |      |
| 13   | Enzo Saffiotti     | UFO         | +1 Vuelta |      |
| 14   | Aldo Pero          | Kreidler    | +1 Vuelta |      |
| 15   | Bruno Di Carlo     | ABF         | +1 Vuelta |      |
| 16   | Hans Spaan         | Kreidler    | +1 Vuelta |      |
| 17   | Giuseppe Ascareggi | Minarelli   | +1 Vuelta |      |
| 18   | Zdravko Matulja    | Tomos       | +1 Vuelta |      |
| 19   | Günter Schirnhofer | Kreidler    | +1 Vuelta |      |
| 20   | Claudio Granata    | Kreidler    | +1 Vuelta |      |
| 21   | Peter Verbic       | Kreidler    | +1 Vuelta |      |
| Ret  | Walter Rapolani    | Kreidler    | Ret       |      |
| Ret  | Mikos Bojan        | Kreidler    | Ret       |      |
| Ret  | Ingo Emmerich      |             | Ret       |      |
| Ret  | Chris Baert        | Kreidler    | Ret       |      |
| Ret  | Enrico Cereda      | DRS         | Ret       |      |
| Ret  | Reiner Koster      | DRS         | Ret       |      |
| Ret  | Theo Timmer        | Bultaco     | Ret       |      |
| Ret  | Zoran Krstic       | Kreidler    | Ret       |      |
| Ret  | Gerhard Singer     | Kreidler    | Ret       |      |
| DNQ  | Zlatko Adamovic    | Tomos       | DNQ       |      |
| DNQ  | Rudolf Kunz        | Kreidler    | DNQ       |      |
| DNQ  | Franz Unger        | Kreidler    | DNQ       |      |
| DNQ  | Darko Keletic      | Kreidler    | DNQ       |      |
| DNQ  | Ove Skifjeld       | Kreidler    | DNQ       |      |
| DNQ  | Yves Dupont        | ABF         | DNQ       |      |
| DNQ  | Rolf Blatter       | RBB-BK      | DNQ       |      |